# (6417) Liberati
(6417) Liberati ist ein Asteroid des Hauptgürtels, der am 4. Dezember 1993 vom italienischen Astronomen Antonio Vagnozzi am Santa Lucia Stroncone-Observatorium (IAU-Code 589) entdeckt wurde.
Der Himmelskörper gehört zur Astraea-Familie, einer Gruppe von Asteroiden, die nach (5) Astraea benannt ist.
Der Asteroid wurde am 24. Dezember 1996 nach Libero Liberati (1926–1962), einem italienischen Motorradrennfahrer, benannt, der auf Gilera in den Jahren 1955 und 1956 Italienischer 500-cm³-Meister und 1957 500-cm³-Weltmeister wurde.